# 长棘蜥
长棘蜥（学名：Acanthosaura armata）为鬣蜥科棘蜥属的爬行动物。分布于新加坡、印度尼西亚、马来半岛、缅甸、泰国以及中国大陆的海南等地，多生活于山区丘陵地灌木林乱石堆中。该物种的模式产地在新加坡。

## 保护
本种于2023年被收录入《有重要生态、科学、社会价值的陆生野生动物名录》。